# Ninove
Ninove és un municipi belga de la província de Flandes Oriental a la regió de Flandes. Está compost per les seccions de Ninove, Appelterre-Eichem, Denderwindeke, Lieferinge, Nederhasselt, Okegem, Voorde, Pollare, Meerbeke, Neigem, Aspelare i Outer.

## Personatges il·lustres
- Jean Van Pauteren, en llatí Johannes Despauterius, lingüista framenc en llengua llatina, que nasqué entre els anys 1460 i 1480 a Ninove i morí l'any 1520.
- Franky Van der Elst, futbolista i entrenador.